# Carl’s Corner
Carl’s Corner ist eine Kleinstadt mit dem Status Town im Hill County im Bundesstaat Texas in den Vereinigten Staaten. Bei der letzten Volkszählung im Jahr 2010 hatte Carl’s Corner 173 Einwohner, 2018 betrug die Einwohnerzahl 180. Die Stadt besteht größtenteils aus einer Autobahnrastanlage und einigen umliegenden Wohngebäuden.

## Lage

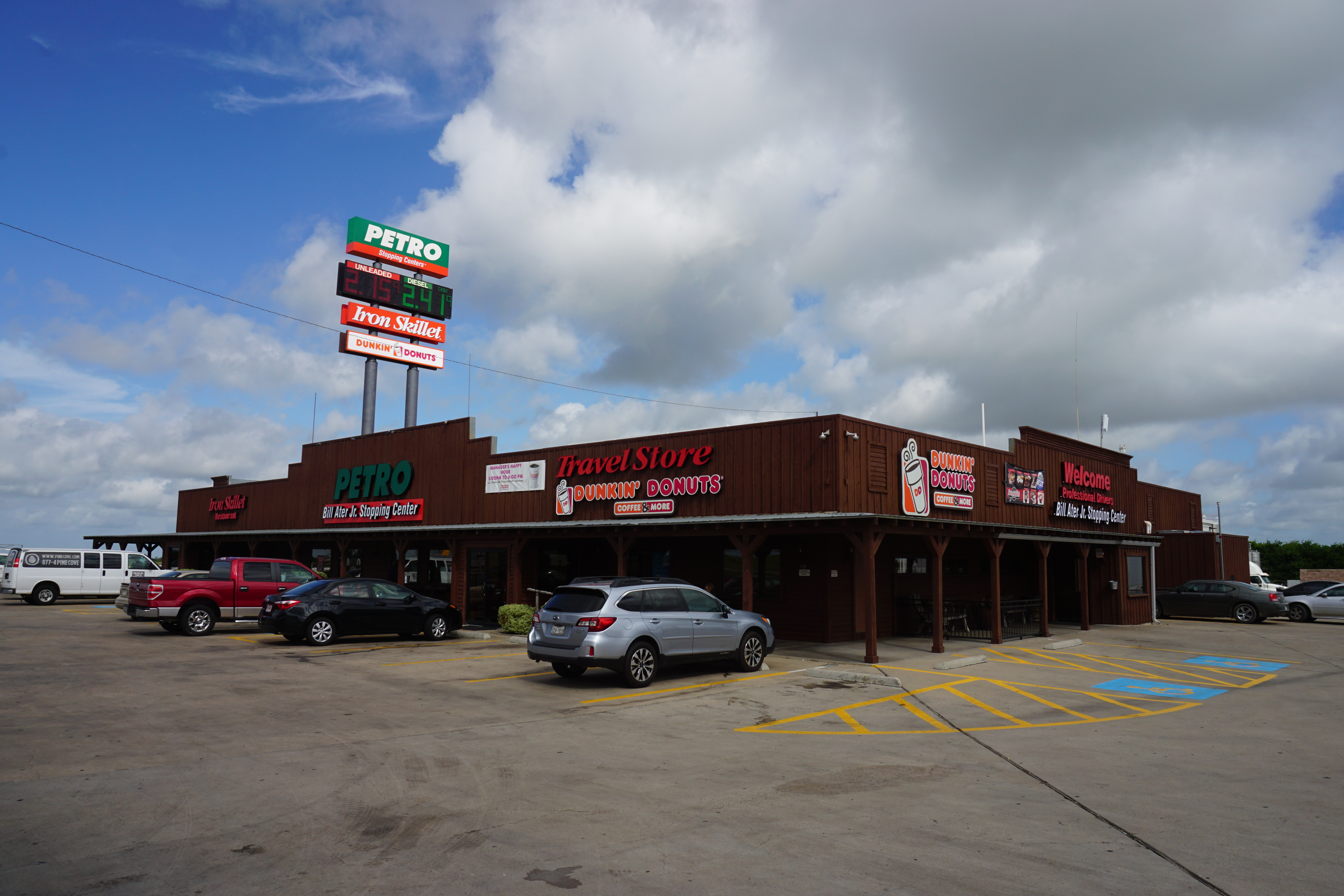
Petro Shopping Center in Carl’s Corner

Carl’s Corner liegt rund zwölf Kilometer Luftlinie nordöstlich von Hillsboro und 35 Kilometer südwestlich von Waxahachie am Interstate-Highway 35E. Durch die Stadt führt die Farm-to-Market-Road 2959, die U.S. Route 77 liegt einen Kilometer südlich von Carl’s Corner. Westlich der Stadt liegt der Hillsboro Municipal Airport. Umliegende Städte und Dörfer sind Files Valley im Norden, Pluto im Nordosten, Milford im Osten, Brandon im Südosten, Hillsboro im Südwesten, Lovelace im Westen und Itasca im Nordwesten.

## Geschichte
Carl Cornelius, der die zu diesem Zeitpunkt bereits existierende Rastanlage am Interstate-Highway 35E zwischen Waco und Dallas besaß, ließ die Siedlung Carl’s Corner im Jahr 1986 als Stadt eintragen, damit die Rastanlage nicht mehr auf gemeindefreiem Gebiet lag. Somit konnte Cornelius eine Alkoholverkaufssperre umgehen. Im Hill County, das teilweise ein Dry County ist, darf in gemeindefreien Gebieten an Wochentagen bis sieben Uhr morgens und an Sonntagen bis elf Uhr vormittags kein Alkohol verkauft werden. Cornelius ist ein guter Freund des Country-Musikers Willie Nelson, der in den 1980er-Jahren in Carl’s Corner zum Unabhängigkeitstag regelmäßig Konzerte gab.
Von 2005 bis 2011 firmierte der Rastplatz unter dem Namen „Willie’s Station“. Nachdem das Unternehmen in finanzielle Schwierigkeiten geraten war, wurde der Rastplatz im Mai 2011 von dem Betreiber TravelCenters of America übernommen, der 271 Rastanlagen in den gesamten Vereinigten Staaten betreibt.

## Demografie
Im Jahr 2018 hatte Carl’s Corner laut American Community Survey 180 Einwohner. Es gab 75 Haushalte und 67 Familien in der Stadt. Von den Einwohnern waren 95,6 Prozent Weiße, 3,3 Prozent Afroamerikaner und 1,1 Prozent gaben mehrere Abstammungen an. Hispanics oder Latinos machten 38,3 Prozent der Bevölkerung aus. 53,9 Prozent der Einwohner von Carl’s Corner waren männlich und 46,1 Prozent weiblich.
24,0 Prozent der Haushalte hatten Kinder unter 18 Jahren, die bei ihnen lebten, und in 41,3 Prozent der Haushalte lebten Personen über 60 Jahren. Altersmäßig verteilten sich die Einwohner von Carl’s Corner auf 13,3 Prozent Minderjährige, 5,1 Prozent zwischen 18 und 24, 10,0 Prozent zwischen 25 und 44, 50,5 Prozent zwischen 45 und 64 und 21,1 Prozent der Einwohner waren 65 Jahre alt oder älter. Das Medianalter lag bei 54,2 Jahren. 2018 lag das Medianeinkommen in Carl’s Corner pro Haushalt bei 53.750 US-Dollar und pro Familie bei 54.306 US-Dollar. 4,4 Prozent der Einwohner lebten unterhalb der Armutsgrenze.

## Bildung
Carl’s Corner gehört zum Hillsboro Independent School District.